# Gieret (jezioro)
Gieret – jezioro rynnowe położone na północno-wschodnim krańcu Puszczy Augustowskiej, oddalone ok. 1 km od jeziora Pomorze, około 0,5 km na południowy zachód leży jezioro Wiereśne (powierzchnia 34 ha, długość 1 km, szer. do 500 m), z którego wypływa rzeka Wierśnianka, dopływ Czarnej Hańczy. Dorzecze jeziora stanowią dwie rzeki Marycha i Niemen. Jezioro jest typowym zbiornikiem sielawowym.
Nad jeziorem znajduje się wieś Giby, nad brzegiem południowym – wieś Giby II, a na północy Stara Wieś.
Z jeziora Gieret wody płyną niewielkim ciekiem do jeziora Pomorze. Od zachodu jezioro Gieret łączy się innym strumieniem z jeziorem Dabiel.
Na brzegu jeziora jest plaża, z której można zobaczyć znajdującą się na końcu mulistą toń Pod Bagno. Północne brzegi jeziora Gieret stanowią maksymalny zasięg lądolądu stadiału pomorskiego zlodowacenia bałtyckiego. Na południe od niego można zobaczyć moreny czołowe fazy Wigier, które są po części pokryte utworami sandrowymi stadiału pomorskiego.
Obecna nazwa jeziora jest – zdaniem prof. Knuta-Olofa Falka – albarutenizmem. Nazwa prawdopodobnie pochodzi z języka litewskiego, gdzie gir-et-as znaczy „leśne jezioro”. Jezioro to dawnej nazywane było przez mieszkańców wsi Giby Heretem.